# Tove Jørgensen
Tove Neuman Jørgensen (født 13. februar 1935 i København) er en dansk fhv. politiker, som var medlem af Folketinget for Danmarks Kommunistiske Parti fra 1976 til 1979.
Tove Jørgensen er datter af malersvend Gustav Hansen og hustru Alma Hansen. I 1972 blev hun student fra Statens Kursus og begyndte samme år at læse til magister (stud.mag.) på Københavns Universitet. Hun har været ansat som tjenestemand i magistratens 3. afdeling (socialforvaltningen) i Københavns Kommune. Det er ikke oplyst hvornår.
Tove Jørgensen har været medlem af skolenævnet i Albertslund Kommune.
Hun blev opstillet til Folketinget for Danmarks Kommunistiske Parti i Glostrupkredsen i 1975. Ved folketingsvalget i 1975 var hun anført som husmoder i Albertslund. Hun fik 2.614 stemmer ved valget, hvoraf de 756 var personlige stemmer, og blev 1. stedfortræder for Kommunisterne i Københavns Amtskreds. Ved to lejligheder i 1975-1976 var midlertidigt folketingsmedlem som stedfortræder for Hanne Reintoft i sammenlagt 26 dage. Hun indtrådte som fast folketingsmedlem 7. oktober 1976 da Reintoft nedlagde sit folketingsmandat. Ved folketingsvalget 1977 fik hun 5.357 stemmer, hvoraf de 3.341 var personlige stemmer, og blev genvalgt med et kredsmandat i Københavns Amtskreds. Hun forlod folketinget da kommunisterne mistede alle deres mandater ved folketingsvalget i 1979. Tove Jørgensen fik 3.417 stemmer ved valget, hvoraf de 2.571 var personlige. Hun opstillede igen ved folketingsvalget 1981 og fik 1.986 stemmer, hvoraf 1.251 var personlige, men heller ingen kommunister blev valgt ved dette valg. Ved folketingsvalget 1984, hvor hun nu er opført som sekretær, fik hun 1194 stemmer, hvoraf de 749 var personlige, men igen blev ingen kommunister valgt. Hun opstillede ikke ved folketingsvalget 1987.